# Copa iugoslava de futbol

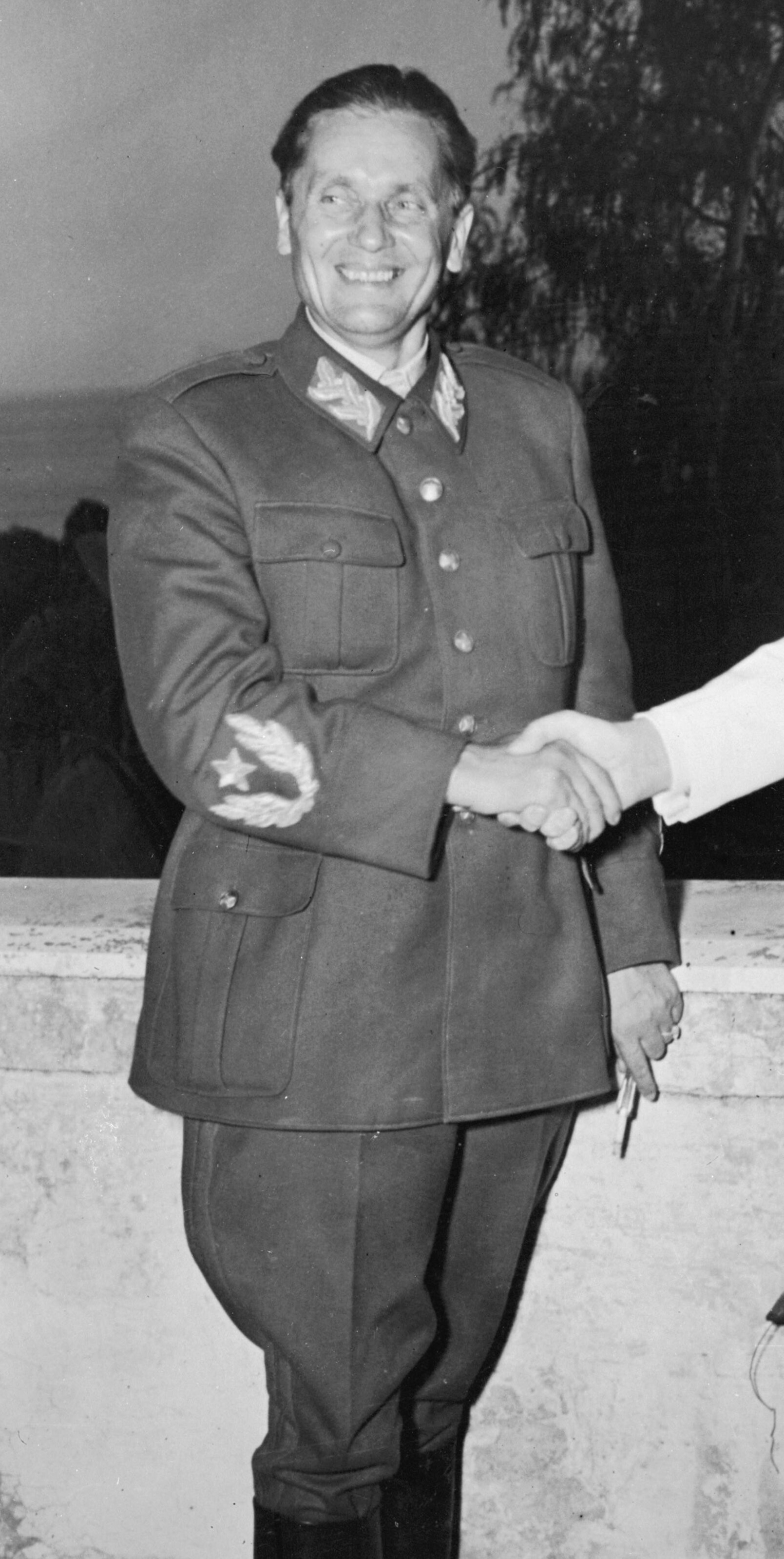
El Mariscal Tito donà nom a la copa.

La copa iugoslava de futbol (croat: Pokal Jugoslavije, serbi: Куп Југославије, eslovè: Pokal Jugoslavije, macedònic: Куп на Југославија) fou la segona competició futbolística en importància de l'antiga Iugoslàvia. S'acostumava a disputar després de la lliga, en sistema d'eliminatòries a partit únic fins a setzens de final i a doble partit des d'aleshores.
Entre 1924 i 1926 es disputà l'anomenada Copa del Rei Alexandre (serbi: Куп краља Александра, croat: Kup kralja Aleksandra), i entre 1947 i 1991 fou anomenada Copa Mariscal Tito (serbi: Куп маршала Тита, croat: Kup maršala Tita, eslovè: Pokal maršala Tita, macedònic: Куп на маршал Тито). La Copa Mariscal Tito era un trofeu basat en un disseny de Branko Šotra.

## Historial
Font:
Regne d'Eslovens, Croats i Serbis
| Temporada | Campió      | Resultat | Finalista            |
| --------- | ----------- | -------- | -------------------- |
| 1923      | HAŠK Zagreb | 2–0      | HŠK Concordia Zagreb |
| 1924      | Zagreb XI   | 3–2      | Split XI             |
| 1925      | Zagreb XI   | 3–1      | Split XI             |
| 1926      | Zagreb XI   | 3–1      | Belgrad XI           |
| 1927      | Belgrad XI  | 3–0      | Subotica XI          |

Regne de Iugoslàvia
| Temporada | Campió           | Resultat | Finalista            |
| --------- | ---------------- | -------- | -------------------- |
| 1930-31   | SAND Subotica    | 2–2, 2–1 | SAŠK Sarajevo        |
| 1934      | BSK Belgrad      | lligueta | Hajduk Split         |
| 1936      | SK Jugoslavija   | 1–2, 4–0 | HŠK Građanski Zagreb |
| 1938      | Građanski Zagreb | 4–1, 2–2 | BSK Belgrad          |
| 1938-40   | SK Jugoslavija   | 5–1, 0–0 | Slavija Sarajevo     |
| 1941      | BSK Belgrad      |          | SK Jugoslavija       |

1. 1 2  L'equip d'Split XI era format exclusivament per jugadors de Hajduk Split.
2. ↑  Després del seu tercer títol consecutiu el 1926, Zagreb obtingué la Copa del Rei Alexandre en propietat.
3. ↑  Disputat únicament a la regió sèrbia.

República de Iugoslàvia
| Temporada | Campió               | Resultat           | Finalista               |
| --------- | -------------------- | ------------------ | ----------------------- |
| 1947      | FK Partizan (1)      | 2-0                | Naša Krila Zemun        |
| 1948      | Estrella Roja (1)    | 3-0                | FK Partizan             |
| 1949      | Estrella Roja (2)    | 3-2                | Naša Krila Zemun        |
| 1950      | Estrella Roja (3)    | 1-1, 3-0           | NK Dinamo Zagreb        |
| 1951      | NK Dinamo Zagreb (1) | 2-0, 2-0           | FK Vojvodina            |
| 1952      | FK Partizan (2)      | 6-0                | Estrella Roja           |
| 1953      | BSK Belgrad (1)      | 2-0                | HNK Hajduk Split        |
| 1954      | FK Partizan (3)      | 4-1                | Estrella Roja           |
| 1955      | BSK Belgrad (2)      | 2-0                | HNK Hajduk Split        |
| 1956      | no es disputà        | no es disputà      | no es disputà           |
| 1957      | FK Partizan (4)      | 5-3                | Radnički Beograd        |
| 1958      | Estrella Roja (4)    | 4-0                | Velež Mostar            |
| 1959      | Estrella Roja (5)    | 3-1                | FK Partizan             |
| 1960      | NK Dinamo Zagreb (2) | 3-2                | FK Partizan             |
| 1961      | Vardar Skopje (1)    | 2-1                | Varteks Varazdin        |
| 1962      | OFK Belgrad (3)      | 4-1                | FK Spartak Subotica     |
| 1963      | NK Dinamo Zagreb (3) | 4-1                | HNK Hajduk Split        |
| 1964      | Estrella Roja (6)    | 3-0                | NK Dinamo Zagreb        |
| 1965      | NK Dinamo Zagreb (4) | 2-1                | Buducnost Titograd      |
| 1966      | OFK Belgrad (4)      | 6-2                | NK Dinamo Zagreb        |
| 1967      | HNK Hajduk Split (1) | 2-1                | FK Sarajevo             |
| 1968      | Estrella Roja (7)    | 7-0                | FK Bor                  |
| 1969      | NK Dinamo Zagreb (5) | 3-3 (prò.), 3-0    | HNK Hajduk Split        |
| 1970      | Estrella Roja (8)    | 2-2, 1-0 (prò.)    | Olimpija Ljubljana      |
| 1971      | Estrella Roja (9)    | 4-0, 2-0           | FK Sloboda Tuzla        |
| 1972      | HNK Hajduk Split (2) | 2-1                | NK Dinamo Zagreb        |
| 1973      | HNK Hajduk Split (3) | 1-1, 2-1           | Estrella Roja           |
| 1974      | HNK Hajduk Split (4) | 1-0                | Borac Banja Luka        |
| 1975      | no es disputà        | no es disputà      | no es disputà           |
| 1976      | HNK Hajduk Split (5) | 1-0 (prò.)         | NK Dinamo Zagreb        |
| 1977      | HNK Hajduk Split (6) | 2-0 (prò.)         | Buducnost Titograd      |
| 1978      | NK Rijeka (1)        | 1-0 (prò.)         | Trepča Titova Mitrovica |
| 1979      | NK Rijeka (2)        | 2-1, 0-0           | FK Partizan             |
| 1980      | NK Dinamo Zagreb (6) | 1-0, 1-1           | Estrella Roja           |
| 1981      | Velež Mostar (1)     | 3-2                | NK Željezničar          |
| 1982      | Estrella Roja (10)   | 2-2, 4-2           | NK Dinamo Zagreb        |
| 1983      | NK Dinamo Zagreb (7) | 3-2                | FK Sarajevo             |
| 1984      | HNK Hajduk Split (7) | 2-1, 0-0           | Estrella Roja           |
| 1985      | Estrella Roja (11)   | 2-1, 1-1           | NK Dinamo Zagreb        |
| 1986      | Velež Mostar (2)     | 3-1                | NK Dinamo Zagreb        |
| 1987      | HNK Hajduk Split (8) | 1-1 (prò.) (9-8 p) | NK Rijeka               |
| 1988      | Borac Banja Luka (1) | 1-0                | Estrella Roja           |
| 1989      | FK Partizan (5)      | 6-1                | Velež Mostar            |
| 1990      | Estrella Roja (12)   | 1-0                | HNK Hajduk Split        |
| 1991      | HNK Hajduk Split (9) | 1-0                | Estrella Roja           |

- Per als resultats a partir de 1992 vegeu: Copa serbo-montenegrina de futbol.

## Palmarès (des de 1947)
| Club                     | Regió                | Campionats | Edicions                                                               |
| ------------------------ | -------------------- | ---------- | ---------------------------------------------------------------------- |
| Estrella Roja de Belgrad | Sèrbia               | 12         | 1948, 1949, 1950, 1958, 1959, 1964, 1968, 1970, 1971, 1982, 1985, 1990 |
| HNK Hajduk Split         | Croàcia              | 9          | 1967, 1972, 1973, 1974, 1976, 1977, 1984, 1987, 1991                   |
| GNK Dinamo Zagreb        | Croàcia              | 7          | 1951, 1960, 1963, 1965, 1969, 1980, 1983                               |
| FK Partizan de Belgrad   | Sèrbia               | 5          | 1947, 1952, 1954, 1957, 1989                                           |
| OFK Belgrad (BSK)        | Sèrbia               | 4          | 1953, 1955, 1962, 1966                                                 |
| FK Velež Mostar          | Bòsnia i Hercegovina | 2          | 1981, 1986                                                             |
| HNK Rijeka               | Croàcia              | 2          | 1978, 1979                                                             |
| FK Borac Banja Luka      | Bòsnia i Hercegovina | 1          | 1988                                                                   |
| FK Vardar Mostar         | Macedònia            | 1          | 1961                                                                   |